# Lamazière-Basse
 Lamazière-Basse  (en occitano La Masiera Bassa) es una comuna y población de Francia, en la región de Lemosín, departamento de Corrèze, en el distrito de Ussel y cantón de Neuvic.
Su población en el censo de 2008 era de 278 habitantes.
Está integrada en la Communauté de communes des Gorges de la haute Dordogne .

## Demografía
| 336 | 422 | 355 | 350 | 326 | 286 | 278 |
| Para los censos de 1962 a 1999 la población legal corresponde a la población sin duplicidades (Fuente: INSEE [Consultar]) |     |     |     |     |     |     |